# Persone di nome Louis/Generali
| Questa pagina contiene informazioni ricavate automaticamente dalle voci biografiche con l'ausilio del template Bio e di un bot. L'aggiornamento è periodico e automatico e ricostruisce completamente la pagina. Se manca una persona in questa lista, sei pregato di non aggiungerla, ma accertati piuttosto che la sua voce biografica contenga il template Bio e che i dati anagrafici siano correttamente compilati. Se il template Bio manca, inseriscilo tu stesso o, in alternativa, metti l'avviso {{tmp\|Bio}} che ne segnala la mancanza. Se i dati riportati sono sbagliati, correggi direttamente la voce biografica; le modifiche saranno visibili in questa lista entro pochi giorni. Per chiarimenti vedi il progetto antroponimi. La lista contiene solo le 53 persone che sono citate nell'enciclopedia e per le quali è stato implementato correttamente il template Bio. Pagina aggiornata al 22 gen 2025. |

Questa è una lista di persone presenti nell'enciclopedia che hanno il nome Louis e sono generali.

## A(2)
- Louis d'Andigné, generale e nobile francese (Quelaines-Saint-Gault, n. 1765 - Fontainebleau, † 1857)
- Louis Archinard, generale francese (Le Havre, n. 1850 - Villiers-le-Bel, † 1932)

## B(8)
- Louis Albert Bacler d'Albe, generale, cartografo e pittore francese (Saint-Pol-sur-Ternoise, n. 1761 - Sèvres, † 1824)
- Louis Baraguey d'Hilliers, generale francese (Parigi, n. 1764 - Berlino, † 1813)
- Louis Charles Antoine de Beaufranchet d'Ayat, generale e politico francese (Ayat-sur-Sioule, n. 1757 - Vichy, † 1821)
- Louis Alexandre Berthier, generale francese (Versailles, n. 1753 - Bamberga, † 1815)
- Louis Bertrand de Sivray, generale francese (Le Luc, n. 1766 - Le Luc, † 1850)
- Louis Blenker, generale e rivoluzionario tedesco (Worms, n. 1812 - New City, † 1863)
- Louis Bonneau, generale francese (Wissembourg, n. 1851 - Nancy, † 1938)
- Louis François de Boufflers, generale francese (Crillon, n. 1644 - Fontainebleau, † 1711)

## C(3)
- Louis François Jean Chabot, generale francese (Niort, n. 1757 - Sansais, † 1837)
- Louis de Crevant, duca di Humières, generale francese (Compiègne, n. 1628 - Versailles, † 1694)
- Charles Louis de Marbeuf, generale e politico francese (Rennes, n. 1712 - Bastia, † 1786)

## D(12)
- Louis d'Armagnac, generale francese (n. 1472 - Cerignola, † 1503)
- Louis d'Aubusson de la Feuillade, generale francese (Marly-le-Roi, n. 1673 - Marly-le-Roi, † 1725)
- Louis d'Aurelle de Paladines, generale francese (Le Malzieu-Ville, n. 1804 - Versailles, † 1877)
- Louis Nicolas Davout, generale francese (Annoux, n. 1770 - Parigi, † 1823)
- Louis Delfino, generale e aviatore francese (Nizza, n. 1912 - † 1968)
- Louis Charles Antoine Desaix, generale francese (Ayat-sur-Sioule, n. 1768 - Spinetta Marengo, † 1800)
- Louis Alexis Desmichels, generale francese (Digne, n. 1779 - Parigi, † 1845)
- Louis de Maud'huy, generale francese (Metz, n. 1857 - Parigi, † 1921)
- Louis Georges Érasme de Contades, generale francese (Gizeux, n. 1704 - Livry, † 1795)
- Louis Nicolas du Muy, generale francese (Aix-en-Provence, n. 1711 - Versailles, † 1775)
- Antoine de Vignerot du Plessis, generale e nobile francese (n. 1736 - † 1791)
- Louis Marie Florent du Châtelet, generale, politico e diplomatico francese (Semur-en-Auxois, n. 1727 - Parigi, † 1793)

## E(1)
- Louis Napoléon Eugène Jules Jean Espinasse, generale francese (Parigi, n. 1853 - Parigi, † 1934)

## F(4)
- Louis Faidherbe, generale, politico e scienziato francese (Lilla, n. 1818 - Parigi, † 1889)
- Louis Charles Armand Fouquet de Belle-Isle, generale francese (Agde, n. 1693 - Pianoro dell'Assietta, † 1747)
- Louis Franchet d'Espèrey, generale francese (Mostaganem, n. 1856 - Albi, † 1942)
- Louis Friant, generale francese (Morlancourt, n. 1758 - Seraincourt, † 1829)

## G(2)
- Louis Marie Joseph de Goÿs de Mézeyrac, generale e aviatore francese (Lione, n. 1876 - Parigi, † 1967)
- Louis Grignon, generale francese (Louerre, n. 1748 - † 1825)

## H(3)
- Adolphe Hanoteau, generale e linguista francese (Decize, n. 1814 - Decize, † 1897)
- Louis Charles d'Hervilly, generale e nobile francese (Parigi, n. 1756 - Londra, † 1795)
- Lazare Hoche, generale francese (Versailles, n. 1768 - Wetzlar, † 1797)

## L(8)
- Louis de La Rochejaquelein, generale francese (Mauléon, n. 1777 - Saint-Jean-de-Monts, † 1815)
- Louis Alexandre Andrault de Langéron, generale francese (Parigi, n. 1763 - Odessa, † 1831)
- Louis Charles César Le Tellier, generale francese (Parigi, n. 1695 - Parigi, † 1771)
- Louis Lemoine, generale francese (Saumur, n. 1764 - Parigi, † 1842)
- Louis Lepic, generale francese (Montpellier, n. 1765 - Andrésy, † 1827)
- Louis Auguste Victor de Ghaisne de Bourmont, generale francese (Freigné, n. 1773 - Freigné, † 1846)
- Hubert Lyautey, generale francese (Nancy, n. 1854 - Thorey, † 1934)
- Louis Charles Vincent Le Blond de Saint-Hilaire, generale francese (Ribemont, n. 1766 - Essling, † 1809)

## M(2)
- Louis-Pierre Montbrun, generale francese (Florensac, n. 1770 - Borodino, † 1812)
- Louis von Mutius, generale prussiano (Oels, n. 1796 - Austerlitz, † 1866)

## N(1)
- Louis Marie Narbonne Lara, generale e diplomatico francese (Colorno, n. 1755 - Torgau, † 1813)

## P(1)
- Louis François Perrin de Précy, generale e nobile francese (Anzy-le-Duc, n. 1742 - Marcigny, † 1820)

## S(2)
- Louis de Sol de Grisolles, generale francese (Guérande, n. 1761 - Bordeaux, † 1836)
- Louis Gabriel Suchet, generale e nobile francese (Lione, n. 1770 - Marsiglia, † 1826)

## T(3)
- Louis Tronnier, generale tedesco (Braunschweig, n. 1897 - Mosca, † 1952)
- Louis de la Trémoille, generale francese (Thouars, n. 1460 - Pavia, † 1525)
- Louis Marie Turreau, generale francese (Évreux, n. 1756 - Conches, † 1816)

## V(1)
- Louis Antoine Vimeux, generale e nobile francese (Amiens, n. 1737 - Metz, † 1814)